# Gabriel Schürrer
Gabriel Schürrer (Rafaela, 16 de agosto de 1971) é um ex-futebolista argentino que atuava como defensor.

## Carreira
Gabriel Schürrer integrou a Seleção Argentina de Futebol na Copa América de 1995.